# Cr 463
Cr 463是位於仙后座的一個結構鬆散的疏散星團。

## 觀察

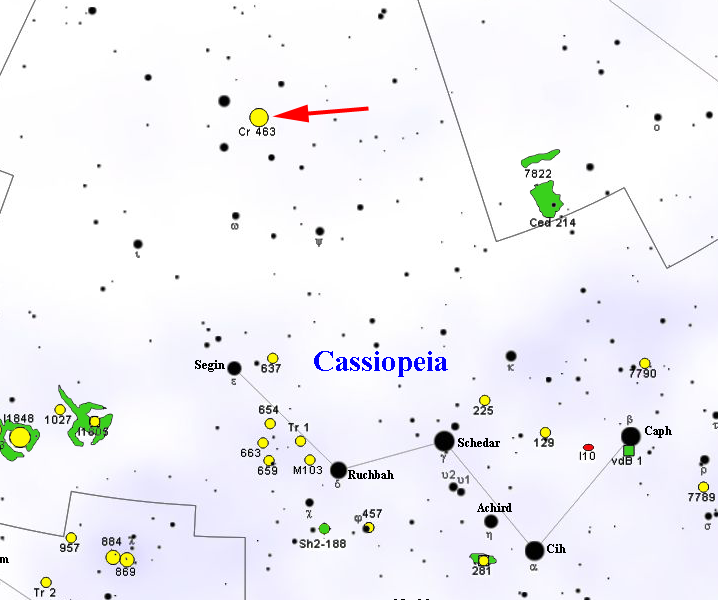
用於尋找Cr 463 的星圖

Cr 463位於仙后座的北部，在銀河系邊緣恆星貧乏的星場中。它的位置可以通過將王良四（仙后座α）和策（仙后座γ）的連線延長約3倍來尋找一個由仙后座40、42、48、50四顆恆星組成的四邊形，Cr 463就在這個四邊形中。即使使用雙筒望遠鏡也可以觀察到其中最亮的成員：是星等8.2的HD 10483。在川普勒分類法中，它的類型III 2 p，所以看起來是分散而不集中；最適合觀少這個目標的是口徑100-120mm的小望遠鏡，可以看到高達12星等的恆星，同時保持具有大視場的可能性。
這個星團在北半球的高赤緯極有利於北半球的天文台，從北半球的中低緯度看，它似乎位於恆顯圈內，是個拱極的天體。另一方面，從南半球看他的高度很低，在遠離熱帶的地區就無法觀測到。從八月到翌年一月是最佳的觀測時段，在傍晚的天空中就能看見。

## 觀測史
Cr 463在1930年左右被佩爾·科林德觀察到，並被列入其疏散星團目錄。由於密度低，所以19世紀的天文學家未注意到這個星團。

## 特徵
Cr 463是一個由大視野和實際尺寸組成的疏散星團，對應於其組分的實際低密度；它的距離估計在650秒差距左右（2120 光年），或最多700秒差距，位於獵戶臂內的一個區域，距離仙王座OB4。它最亮的恆星星等為8.5等，而星團的實際大小約為6秒差距。
這是一個很少被研究的星團；在其生命週期的演化階段，一些大質量恆星的存在，使我們能夠確定其年齡約為1.5億年。對於一個疏散星團來說，它的位置是相當的不尋常，距離銀河平面約110秒差距，因此到銀河緯度相當高。

## 書目
- Wil Tirion; Barry Rappaport; George Lovi. . William-Bell inc. 1987. ISBN 0-943396-14-X.

## 外部連結
- . （原始内容存档于2016-03-04）.
- .   [2022-10-18]. （原始内容存档于2022-11-02）.
- .   [2013-07-24]. （原始内容存档于2011-05-03）.